# Куляб
Куля́б (тадж. Кӯлоб, перс. کولاب; Кулоб) — місто на півдні Таджикистану в Хатлонській області, адміністративний центр Кулябського району. Місто розташоване на відстані 203 км на південний схід від столиці країни міста Душанбе.
Місто розташоване в долині річки Яхсу (басейн Пянджа), біля підніжжя хребта Хазратишох.
Кулоб (Куляб) є одним з найдавніших міст Таджикистану. Нині у майже 106-тисячному (2022) Кулябі працюють промислові підприємства, діють культурні та освітні заклади; залізнична станція, автомобільний і повітряний зв'язок зі столицею. Місто є батьківщиною чинного Президента Республіки Таджикистан Емомалі Рахмона.
Назва міста, ймовірно, походить від таджицького кулоб — «озерна вода».

## З історії міста

### Від Середньовіччя до початку XX ст.
Кулоб відомий з часів Середньовіччя. Уперше згадується під сучасною назвою в XIII столітті. Протягом усієї своєї історії поселення було відоме під назвою Хатлон, а археологічні знахідки свідчать про існування міста вже в VII ст. до н.е. Свою назву поселення отримало від племені ефталітів (хайтали), які в V—VI ст. до н.е. захопили Кушанське царство.
Куляб був центром Кулябського бекства Бухарського ханства, значним політичним, економічним і культурним осередком. Тут діяли численні мактаби (школи) і медресе (вищі школи), були розвинуті ремесла і торгівля, існували творчі, літературні та наукові гуртки. Так, тут похований видатний мислитель Сходу Мір Саїд Алі Хамадані (1314—1384) — його мавзолей зберігся дотепер, і є не лише головною історико-архітектурною пам'яткою, а й своєрідним символом і оберегом міста.
У XVII—XIX століттях у Кулобі творили десятки поетів — Насех (Абдурахмон Ходжа), Ходжі Хусайні Кангурті, Бісміл, Шохін тощо. У місті процвітали зодчество і оздоблення приміщень. У 1750 році місто отримало сучасну назву. Тут діяли численні мактаби (школи) і медресе (вищі школи), були розвинуті ремесла і торгівля, існували творчі, літературні та наукові гуртки.
Після окупації Російською імперією Центральної Азії на початку XX ст. Куляб став найбільшим містом Східної Бухари, в якому на той час було 20 кварталів. Продовжувало розвиватись зброярство, золотарство, виробництво вишивок ґулдузі та чакан.

### Місто у XX—XXI століттях
Радянську владу в Кулябі встановлено 15 березня 1921 року (разом з поваленням Бухарського емірату).
Від 1934 року Куляб отримав статус міста.
У 1939—55 і від 1973 до початку 1990-х місто було центром Кулябської області.
У радянський час у Кулябі постала сучасна переробна і харчова промисловість, була створена соціальна інфраструктура.
Під час громадянської війни в країні на початку 1990-х місто слугувало головною базою міліції Народного фронту. Також Куляб був одним із трьох міст країни, де дислокувалася російська 201-а мотострілецька дивізія (інші — Душанбе та Бохтар).

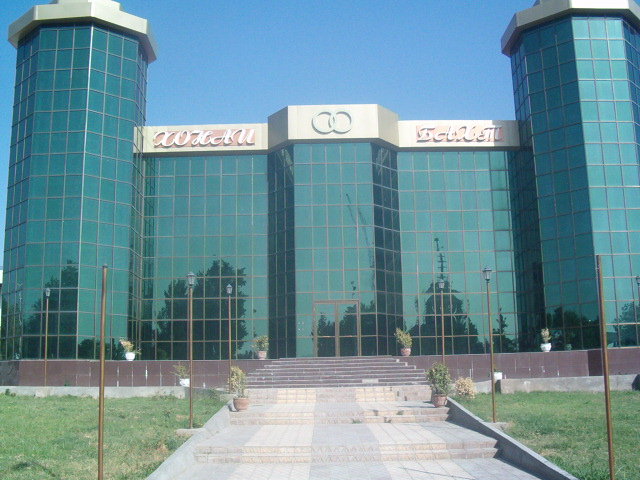
Будинок шлюбів «Бахт» (2005), одна з новобудов із шерегу до підготовки святкувань 2700-річного ювілею

Уже в незалежному Таджикистані в 1993 році з нагоди 680-ліття великого мислителя середньовічного Сходу Саїда Алі Хамадоні провадили археологічні розкопки в межах Куляба. І саме український вчений-історик Павло Самойленко виявив під час цих робіт піч, яку датували найстаршим артефактом, що відноситься до існування міста в Кулябі — 2 687 років. Ця знахідка породила численні дискусії в науковому світі, які тривали до 2002 року переважно навколо того, чи можна знайдену піч класифікувати як ознаку людського проживання чи са́ме свідчення існування поселення з елементами урбанізації. Вольовим рішенням Президента країни дату заснування Куляба, а відтак дати святкувань чергових річниць було «призначено» — у 2006 році Куляб відзначив своє 2700-річчя.
У наступні 4 роки (2003—2006) у Кулябі було здійснено бузліч проектів із нового будівництва та реконструкції існуючих об'єктів соціальної інфраструктури, адміністративних і житлових будівель, закладів культури.
Обсяги здійсненої роботи в такий короткий термін навіть дали змогу здійняти питання про перенесення столиці з Душанбе до Куляба. Куляб у результаті цих нововведень осучаснився, був упорядкований, і є нині (кінець 2000-х років) одним з таджицьких міст, що розвиваються найдинамічніше, і чиє населення зростає високими темпами (станом на 1980 рік тут проживало лише 57 тисяч осіб, у 2009-му — близько 100 тисяч). 
Після ряду сутичок із місцевими жителями в листопаді 2015 року РФ несподівано вивела свої війська з Куляба, таким чином фактично відмовившись від своєї бази.

## Економіка та соціальна сфера
Ще з радянських часів у Кулябі функціонують бавовноочисний, олійницький, маслоробний, молочний заводи, м'ясний комбаніт. У місті розвинуте виготовлення будівельних матеріалів.
Традиційно розвинута торгівля. Центральний міський ринок — «Саховат», працюють також ринки «Хатлон», «Хосилот» (у 9-му мікрорайоні). У місті — численні магазини, торговельні центри.
Функціонує мережа медзакладів, що включає в тому числі низку сучасних об'єктів, що здали в експлуатацію у 2000-ні — багатопрофільна лікарня з онкологічним центром, кардіологічний і очний диспансери, пологовий будинок, центр діагностики, станція швидкої і невідкладної допомоги.
У місті є готель «Хатлон».

## Населення
Станом на 2022 р. населення міста становить 105 600 ос. Агломерація включае в себе:
Місто Куляб — 105 600 ос.
Район Кулябський — 116 300 ос.
Разом — 221 900 ос.
Густота населення — 662 ос. на кв. км
Площа — 335 кв. км.

## Клімат
Місто знаходиться в зоні, котра характеризується середземноморським кліматом. Найтепліший місяць — липень із середньою температурою 28.3 °C (82.9 °F). Найхолодніший місяць — січень, із середньою температурою 2.2 °С (36 °F).
| Клімат Куляба           | Клімат Куляба | Клімат Куляба | Клімат Куляба | Клімат Куляба | Клімат Куляба | Клімат Куляба | Клімат Куляба | Клімат Куляба | Клімат Куляба | Клімат Куляба | Клімат Куляба | Клімат Куляба | Клімат Куляба |
| Показник                | Січ.          | Лют.          | Бер.          | Квіт.         | Трав.         | Черв.         | Лип.          | Серп.         | Вер.          | Жовт.         | Лист.         | Груд.         | Рік           |
| Середня температура, °C | 2,2           | 4,8           | 10,4          | 16,9          | 21,2          | 26            | 28,3          | 26,6          | 21,8          | 16,2          | 10            | 5             | 15,8          |
| Норма опадів, мм        | 53.8          | 64.6          | 94.2          | 82.5          | 59            | 6.1           | 3.7           | 0.5           | 1.3           | 24            | 33.9          | 44.8          | 468.4         |
| Днів з опадами          | 7,7           | 9,2           | 12,3          | 11,8          | 9,6           | 2,6           | 1,1           | 0             | 0,7           | 4,2           | 5,7           | 7,9           | 72,8          |
| Вологість повітря, %    | 75.5          | 72.2          | 68            | 63.6          | 55            | 39.1          | 34            | 35.1          | 38.4          | 49.4          | 62.4          | 71.8          | 55.4          |
| ----------------------- | ------------- | ------------- | ------------- | ------------- | ------------- | ------------- | ------------- | ------------- | ------------- | ------------- | ------------- | ------------- | ------------- |
| Джерело: Weatherbase    |               |               |               |               |               |               |               |               |               |               |               |               |               |

## Освіта, культура, архітектура
У Кулябі діють загальноосвітні і музичині школи, республіканський сиротинець. Кулябські вищі навчальні заклади:
- Кулябський державний університет;
- Кулябський педагогічний коледж;
- Кулябське музичне училище.

Головним культурним осередком міста є міський палац культури. Також у Кулябі діють такі заклади культури: музей історії Куляба, Кулябський театр музичної комедії імені С. Валізаде, Бібліотека імені Айні (50 тисяч томів) та інші бібліотеки.
У місті працює телецентр. Є стадіон.
Кулябські парки і сквери — міський парк, парк імені Сомоні, сквери імені С. Назарова і С. Аміршоєва.
Головною історико-культурною пам'яткою Куляба є мавзолей середньовічного філософа-суфія Хамедані. У 2000-ні було здійснено значну реконструкцію об'єкта (фактично відновлення), у тому числі й оздоблення будівлі.
Серед інших пам'яток (і туристичних принад) — фортеця «Хульбук» і меморіальний комплекс на честь 2700-ліття Куляба.
Зразками сучасної кулябської архітектури можуть служити будівлі резиденції Голови Хатлонської області в місті, Кулябського регіонального і міського відділень «Амонатбанку», Палацу шлюбних церемоній «Бахт».

## Відомі люди
Куляб є рідним містом для чинного Президента Республіки Таджикистан Емомалі Рахмона.
Уродженцями Куляба є: Хашим Гадоєв, актор, режисер театру та кіно, народний артист СРСР (1988); сучасні (2000-ні) таджицькі естрадні співачки (персопоп) Маніжа Давлатова та Шабнам Сорайя.

## Міста-побратими
У Куляба встановились теплі побратимські стосунки з іранським Хамаданом, зокрема й тому, що в Кулябі похований виходець із Хамадану — Мір Саїд Алі Хамадані, відомий суфійський вчитель і поет.
Від 11 жовтня 1991 року діє угода про побратимські взаємини з «внутрішнім» Худжандом.

## Виноски
1. ↑  Куляб // Українська радянська енциклопедія : у 12 т. / гол. ред. М. П. Бажан ; редкол.: О. К. Антонов та ін. — 2-ге вид. — К. : Головна редакція УРЕ, 1981. — Т. 6 : Куликів — Мікроклімат. — 552 с., [22] арк. іл. : іл., табл., портр., карти + 1 арк с., стор. 7
2. 1 2  Дікаєв Турко Місто-сад! [Архівовано 28 серпня 2010 у Wayback Machine.] // стаття за 25 травня 2006 року на www.asiaplus.tj (Інформаційна агенція ASIA-Plus, «Новини Таджикистану») [Архівовано 17 вересня 2010 у Wayback Machine.] (рос.)
3. ↑  Куляб — майбутня столиця Таджикистану ? [Архівовано 19 вересня 2010 у Wayback Machine.] // стаття за 13 січня 2005 року на www.avesta.tj (Інформаційна служба «Авеста») [Архівовано 16 серпня 2010 у Wayback Machine.]
4. ↑  Клімат Куляба. Архів оригіналу за 5 квітня 2019. Процитовано 26 серпня 2020.
5. ↑  Структура Міністерства освіти Республіки Таджикистан на www.tajik-gateway.org [Архівовано 7 березня 2016 у Wayback Machine.] (рос.)